# Grand Prix des Amériques 1992
Il Grand Prix des Amériques-Grand Prix Teleglobe 1992, rinominato Grand Prix Teleglobe per motivi di sponsor, fu la quinta e ultima edizione della corsa, valida come nona prova della Coppa del mondo di ciclismo su strada 1992, fu disputata il 4 ottobre 1992 per un percorso totale di 224 km. Fu vinto dallo spagnolo Federico Echave al traguardo con il tempo di 5h50'59" alla media di 38,292 km/h.
Alla partenza erano presenti 139 ciclisti di cui 75 portarono a termine la gara.

## Ordine d'arrivo (Top 10)
| Pos. | Corridore            | Squadra       | Tempo    |
| ---- | -------------------- | ------------- | -------- |
| 1    | Federico Echave      | Clas-Cajastur | 5h50'59" |
| 2    | Davide Cassani       | Ariostea      | s.t.     |
| 3    | Luc Leblanc          | Castorama     | s.t.     |
| 4    | Thomas Wegmüller     | Lotus-Festina | a 18"    |
| 5    | Frank Van Den Abeele | Lotto-Mavic   | a 36"    |
| 6    | Laurent Jalabert     | ONCE          | a 44"    |
| 7    | Maurizio Fondriest   | Panasonic     | s.t.     |
| 8    | Luc Roosen           | Tulip Compu.  | s.t.     |
| 9    | Rolf Sørensen        | Ariostea      | s.t.     |
| 10   | Erik Dekker          | Buckler       | s.t.     |